# Mehdi Abeid
Mehdi Abeid, född 6 augusti 1992, är en algerisk fotbollsspelare (mittfältare) som spelar för Al Nasr.

## Karriär
Den 22 juli 2019 värvades Abeid av Nantes, där han skrev på ett treårskontrakt. I januari 2021 värvades Abeid av UAE Arabian Gulf League-klubben Al Nasr.